# Astragalus franziskae
Astragalus franziskae är en ärtväxtart som beskrevs av I.Deml. Astragalus franziskae ingår i släktet vedlar, och familjen ärtväxter. Inga underarter finns listade i Catalogue of Life.